# April 2012
Portal Geschichte | Portal Biografien | Aktuelle Ereignisse | Jahreskalender | Tagesartikel

◄ |
20. Jahrhundert |
21. Jahrhundert

◄ |
1980er |
1990er |
2000er |
2010er
| 2020er | 2030er | 2040er

◄ |
2008 |
2009 |
2010 |
2011 |
2012
| 2013 | 2014 | 2015 | 2016 | ►

◄ |
Januar 2012 |
Februar 2012 |
März 2012 |
April 2012 |
Mai 2012 |
Juni 2012 |
Juli 2012 |
►
Dieser Artikel behandelt tagesbezogene Nachrichten und Ereignisse im April 2012.

## Tagesgeschehen

### Sonntag, 1. April 2012
- Naypyidaw/Myanmar: Nachwahlen zur Volksversammlung[1]
- San Marino/San Marino: Maurizio Rattini und Italo Righi werden für die Periode bis zum 1. Oktober zu Capitano Reggenti bestimmt.[2]

### Montag, 2. April 2012

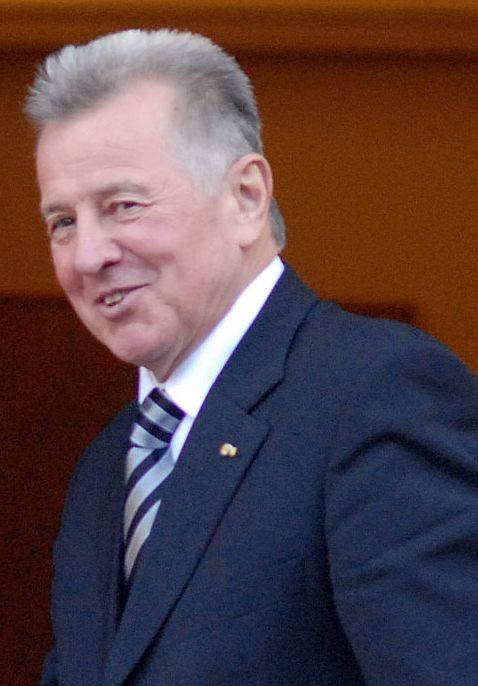
Pál Schmitt

- Budapest/Ungarn: Staatspräsident Pál Schmitt tritt nach der Aberkennung seines Doktorgrades infolge eines Plagiatskandales zurück.[3]
- Genf/Schweiz: Die Weltgesundheitsorganisation berichtet, dass in Ägypten der weltweit 600. Mensch an Viren der Vogelgrippe H5N1 erkrankt ist; 353 Personen starben an den Folgen der Infektion.[4]
- Tjumen/Russland: Bei einem Flugzeugunglück in Westsibirien kommen 31 Menschen ums Leben und 12 weitere werden verletzt.[5]

### Dienstag, 3. April 2012

Logo von Q-Cells

- Bitterfeld-Wolfen/Deutschland: Der einst weltgrößte Solarzellenhersteller Q-Cells beantragt die Eröffnung eines Insolvenzverfahrens.[6]

### Mittwoch, 4. April 2012
- Ankara/Türkei: Prozessbeginn wegen Umsturz der Verfassungsmässigen Ordnung gegen den ehemaligen Staatspräsidenten Kenan Evren und den ehemaligen Kommandeur der Luftstreitkräfte Tahsin Şahinkaya.[7]
- Leipzig/Deutschland: Nach monatelangen Protesten von Anwohnern des Flughafens Frankfurt erklärt das Bundesverwaltungsgericht nächtliche Starts und Landungen zwischen 23 und 5 Uhr für unzulässig.[8]

### Donnerstag, 5. April 2012
- Mailand/Italien: Der langjährige Vorsitzende der rechtspopulistischen Lega Nord, Umberto Bossi, tritt im Zuge eines Korruptionsskandals zurück.[9]
- New York / Vereinigte Staaten: Der als „Händler des Todes“ bezeichnete russische Waffenhändler Wiktor But wird von einem Gericht zu einer 25-jährigen Freiheitsstrafe verurteilt.[10]

### Freitag, 6. April 2012

Flagge der Azawad-Region und der MNLA

- Gao/Mali: Die Nationale Bewegung für die Befreiung des Azawad (MNLA) ruft einseitig die Unabhängigkeit des Azawad aus.[11]

### Samstag, 7. April 2012
- Lilongwe/Malawi: Nach dem Tod von Amtsinhaber Bingu wa Mutharika wird Joyce Banda als neue Staatspräsidentin vereidigt.[12]

### Sonntag, 8. April 2012
- Jerusalem/Israel: Innenminister Eli Jischai erklärt den Schriftsteller Günter Grass wegen seines umstrittenen Gedichtes Was gesagt werden muss zur „persona non grata“.[13]

### Montag, 9. April 2012

Logo von Facebook

- Menlo Park / Vereinigte Staaten: Kurz vor seinem Börsengang kündigt das soziale Netzwerk Facebook an, den Fotodienst Instagram zu übernehmen.[14]

### Dienstag, 10. April 2012

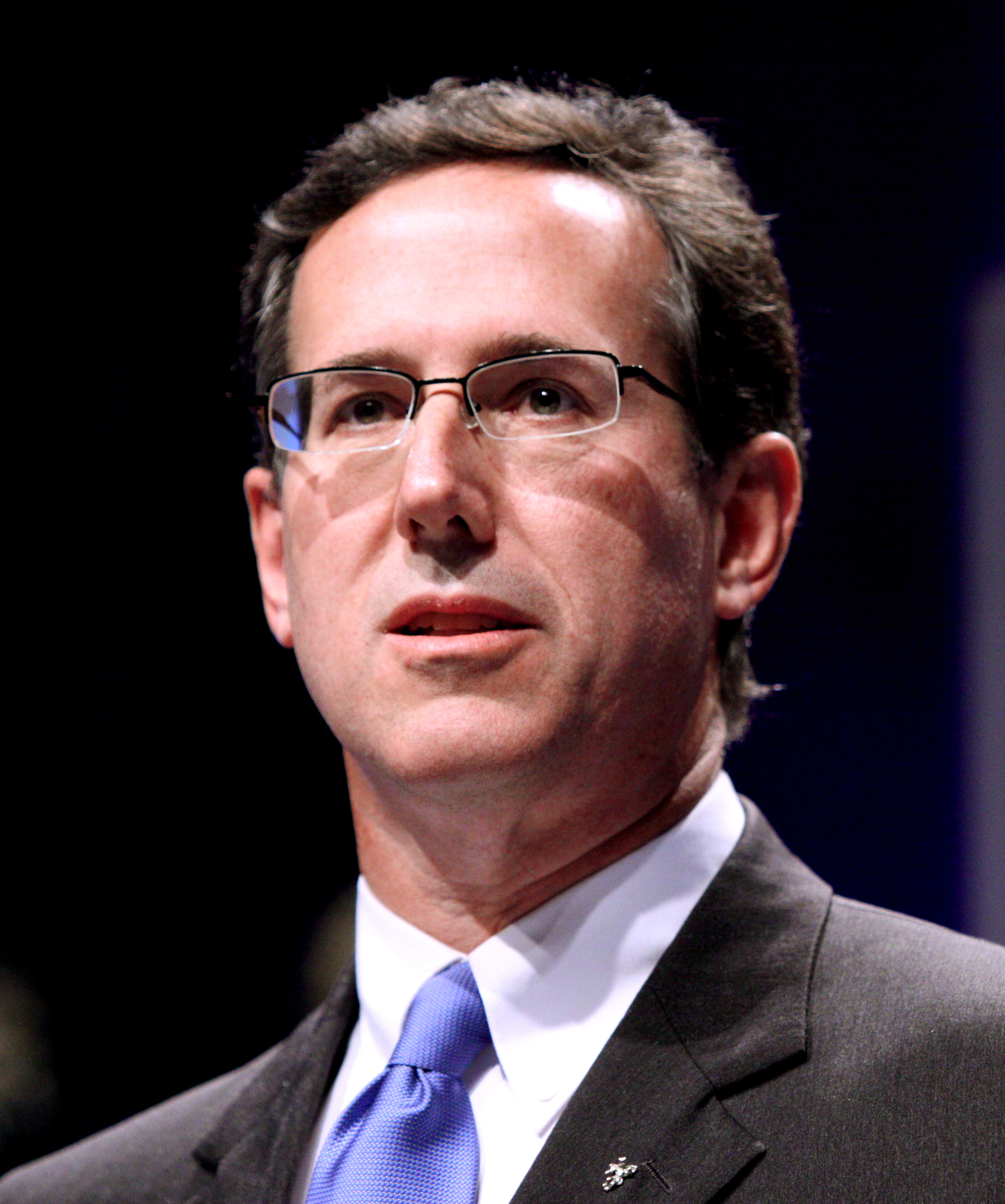
Rick Santorum

- Oslo/Norwegen: Knapp eine Woche vor Prozessbeginn erklärt ein neues rechtspsychiatrisches Gutachten den Attentäter Anders Behring Breivik für voll schuldfähig.[15]
- Washington, D.C. / Vereinigte Staaten: Im Rennen um die Präsidentschaftskandidatur der Republikaner erklärt der ehemalige Senator von Pennsylvania, Rick Santorum, seinen Rückzug.[16]

### Mittwoch, 11. April 2012

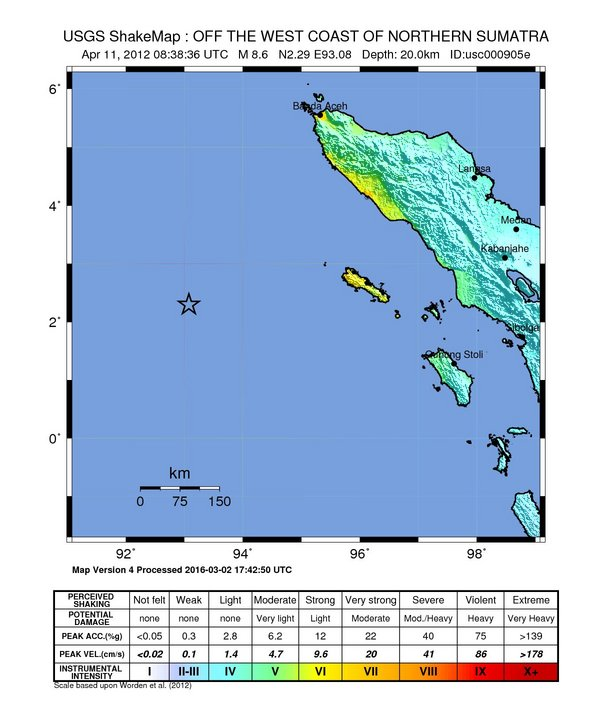
Schematische Darstellung des Erdbebens vor Sumatra

- Athen/Griechenland: Der frühere Verteidigungsminister Akis Tsochatzopoulos wird wegen Korruptionsverdachts im Zusammenhang mit dem Kauf deutscher U-Boote festgenommen.[17]
- Banda Aceh/Indonesien: Bei einem Erdbeben der Stärke 8,6 Mw vor der Küste Sumatras kommen mindestens fünf Menschen ums Leben und mehr als vier weitere werden verletzt.[18]
- Sanford / Vereinigte Staaten: Sechs Wochen nach der Erschießung des unbewaffneten afroamerikanischen Jugendlichen Trayvon Martin erhebt die Justiz Anklage gegen den mutmaßlichen Täter.[19]
- Seoul/Südkorea: Bei der Parlamentswahl bleibt die Regierungspartei, die Saenuri-Partei (새누리당, Sae-nuri-dang, Neue Welt Partei) mit 42,8 % der abgegebenen Wählerstimmen stärkste Kraft in der Nationalversammlung, gefolgt von der Minju-tonghap-Partei (민주통합당, Minju-tonghap-dang, Vereinte Demokratische Partei) mit 36,5 %, der Tonghap-jinbo-Partei (통합진보당, Tonghap-jinbo-dang, Vereinigte Progressive Partei) mit 10,3 % und der Partei für Freiheit und Fortschritt mit 3,2 %.[20]

### Donnerstag, 12. April 2012
- Straßburg/Frankreich: Der Europäische Gerichtshof für Menschenrechte entscheidet, dass das deutsche Inzestverbot für Geschwister keinen Verstoß gegen das Grundrecht auf den Schutz des Familienlebens darstellt.[21]

### Freitag, 13. April 2012
- New York / Vereinigte Staaten: Der Sicherheitsrat der Vereinten Nationen verurteilt den missglückten Raketenstart Nordkoreas einstimmig als schweren Verstoß gegen UN-Resolutionen.[22]
- Lissabon/Portugal: Das Parlament ratifiziert als erstes EU-Mitgliedsland den Fiskalpakt für mehr Haushaltsdisziplin.[23]

### Samstag, 14. April 2012

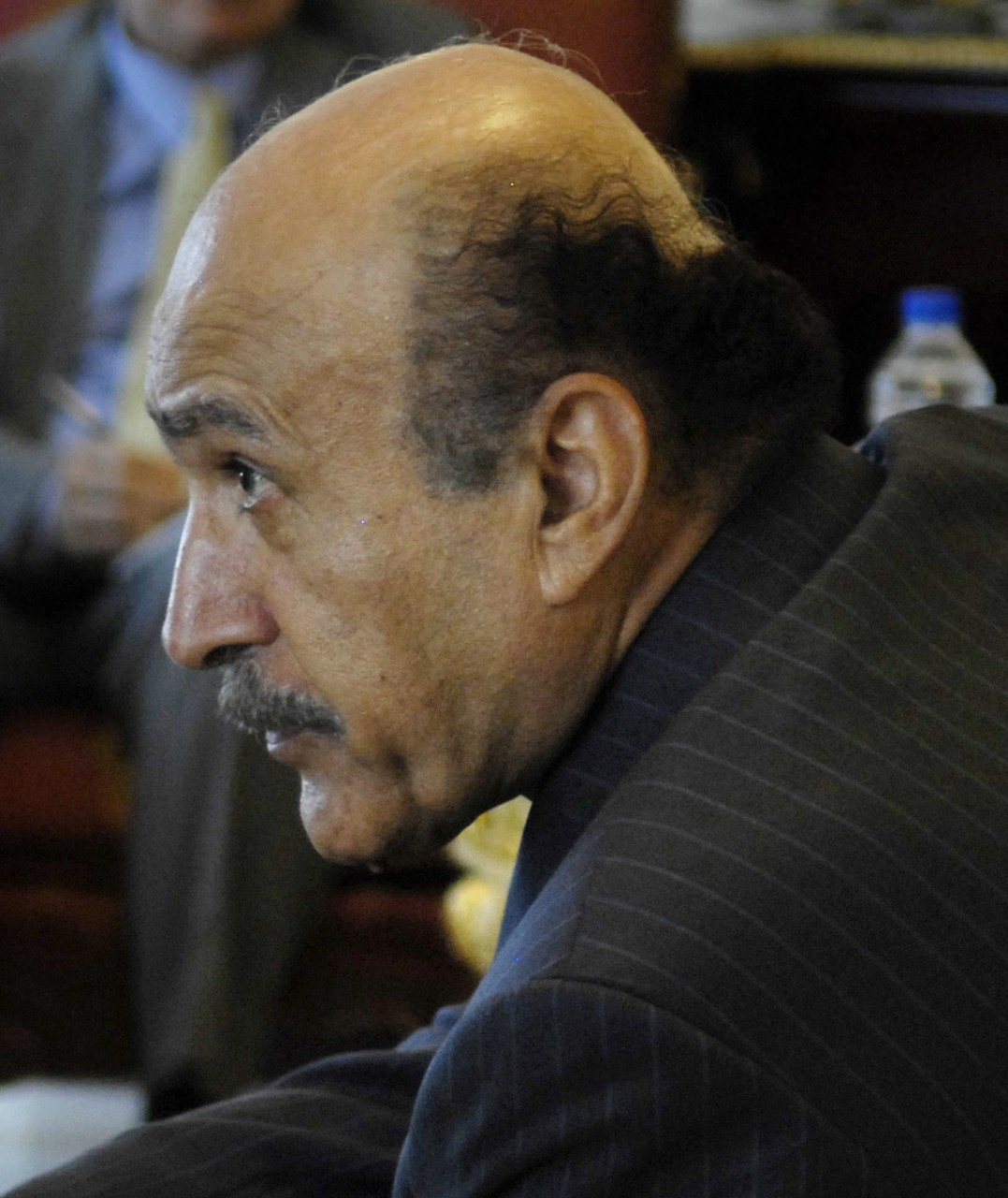
Omar Suleiman (2007)

- Kairo/Ägypten: Knapp einen Monat vor der ägyptischen Präsidentschaftswahl schließt die Wahlkommission zehn der 23 Kandidaten aus, darunter den früheren Geheimdienstchef und Vizepräsidenten Omar Suleiman, den radikal-islamischen Salafisten Hasem Abu Ismail und den Muslimbruder Chairat al-Schater.[24]
- Minsk/Belarus: Nach einem Gnadengesuch wird der frühere oppositionelle Präsidentschaftskandidat Andrej Sannikau aus der Haft entlassen.[25]

### Sonntag, 15. April 2012
- Kabul/Afghanistan: Die Taliban starten eine Reihe von Angriffen auf Regierungsgebäude, Botschaften und Militärbasen im ganzen Land.[26]
- Innsbruck/Österreich: Gemeinderats- und Bürgermeisterwahlen[27]
- Shanghai/Volksrepublik China: Nico Rosberg im Mercedes gewinnt das dritte Rennen der diesjährigen Formel-1-Saison auf dem Shanghai International Circuit vor Jenson Button und Lewis Hamilton auf McLaren-Mercedes.[28]

### Montag, 16. April 2012
- Washington, D.C. / Vereinigte Staaten: Der Exekutivrat der Weltbank einigt sich auf den US-amerikanischen Gesundheitsexperten Jim Yong Kim als neuen Präsidenten. Er wird am 1. Juli 2012 die Nachfolge von Robert Zoellick antreten.[29]
- Dili/Osttimor: Bei der Stichwahl um das Präsidentschaftsamt gewinnt Taur Matan Ruak mit 61,23 % der abgegebenen Wählerstimmen, während Francisco Guterres 38,77 % erhält.[30]
- Oslo/Norwegen: Ein dreiviertel Jahr nach den Anschlägen von Oslo und Utøya beginnt vor dem Amtsgericht der Prozess gegen den Attentäter Anders Behring Breivik.[31]

### Dienstag, 17. April 2012
- Bern/Schweiz: Die ZSC Lions gewinnen mit einem 2:1-Sieg im letzten Finalspiel gegen den SC Bern zum siebten Mal die Schweizer Eishockey-Meisterschaft.[32]

### Mittwoch, 18. April 2012

Logo von Ducati

- Ingolstadt/Deutschland: Das deutsche Unternehmen Audi erwirbt den italienischen Motorradhersteller Ducati.[33]
- Bern/Schweiz: Der Bundesrat ernennt den bisherigen Interimspräsidenten der Schweizerischen Nationalbank, Thomas Jordan, zum Nachfolger des im Januar zurückgetretenen Philipp Hildebrand.[34]

### Donnerstag, 19. April 2012
- Bagdad/Irak: Bei Bombenanschlägen in mehreren Städten des Landes kommen mindestens 35 Menschen ums Leben und mehr als 100 weitere werden verletzt.[35]

### Freitag, 20. April 2012
- Rawalpindi/Pakistan: Bei einem Absturz einer Passagiermaschine der Bhoja Air kommen mindestens 127 Menschen ums Leben.[36]
- Wiesbaden/Deutschland: Der hessische Wirtschaftsminister Dieter Posch kündigt seinen Rücktritt an.[37]
- Charkiw/Ukraine: Aus Protest gegen ihre Haftbedingungen tritt Julija Tymoschenko in den Hungerstreik.[38]
- Hamburg/Deutschland: Das Landgericht entscheidet, dass das Internetportal YouTube keine Videos zu Musiktiteln mehr bereitstellen darf, an denen die GEMA urheberrechtliche Nutzungsrechte geltend gemacht hat.[39]

### Samstag, 21. April 2012

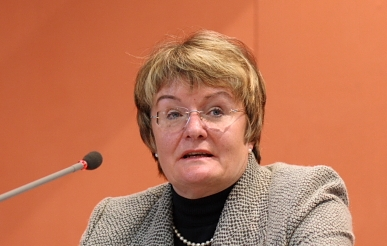
Dorothea Henzler (2009)

- New York City / Vereinigte Staaten: Mehr als ein Jahr nach Beginn der Gewalt in Syrien spricht sich der UN-Sicherheitsrat einstimmig dafür aus, die Zahl der Beobachter in dem Land von 30 auf 300 zu erhöhen.[40]
- Wiesbaden/Deutschland: Die hessische Kultusministerin Dorothea Henzler gibt ihren Rücktritt bekannt.[41]
- Manama/Bahrain: Im Vorfeld des Großen Preises von Bahrain kommt es zu massiven Protesten, bei denen mindestens ein Mensch ums Leben kommt.[42]
- Dortmund/Deutschland: Mit einem 2:0-Sieg gegen Borussia Mönchengladbach gewinnt Borussia Dortmund zum achten Mal die deutsche Fußballmeisterschaft.[43]

### Sonntag, 22. April 2012
- Paris/Frankreich: Bei der Präsidentschaftswahl erhält François Hollande von der Parti socialiste 28,63 % der abgegebenen Wählerstimmen, während Amtsinhaber Nicolas Sarkozy von der Union pour un mouvement populaire 27,18 % erhält. Marine Le Pen von der rechtspopulistischen Front National erhält 17,9 %, Jean-Luc Mélenchon von der Front de gauche 11,1 % und François Bayrou von der Mouvement démocrate 9,13 %. François Hollande und Nicolas Sarkozy werden sich am 6. Mai einer Stichwahl stellen.[44]
- Karlsruhe/Deutschland: Die FDP verabschiedet ein neues Grundsatzprogramm.[45]
- as-Sachir/Bahrain: Sebastian Vettel im Red Bull-Renault gewinnt das vierte Rennen der diesjährigen Formel-1-Saison auf dem Bahrain International Circuit vor Kimi Räikkönen und Romain Grosjean auf Lotus-Renault.[46]

### Montag, 23. April 2012

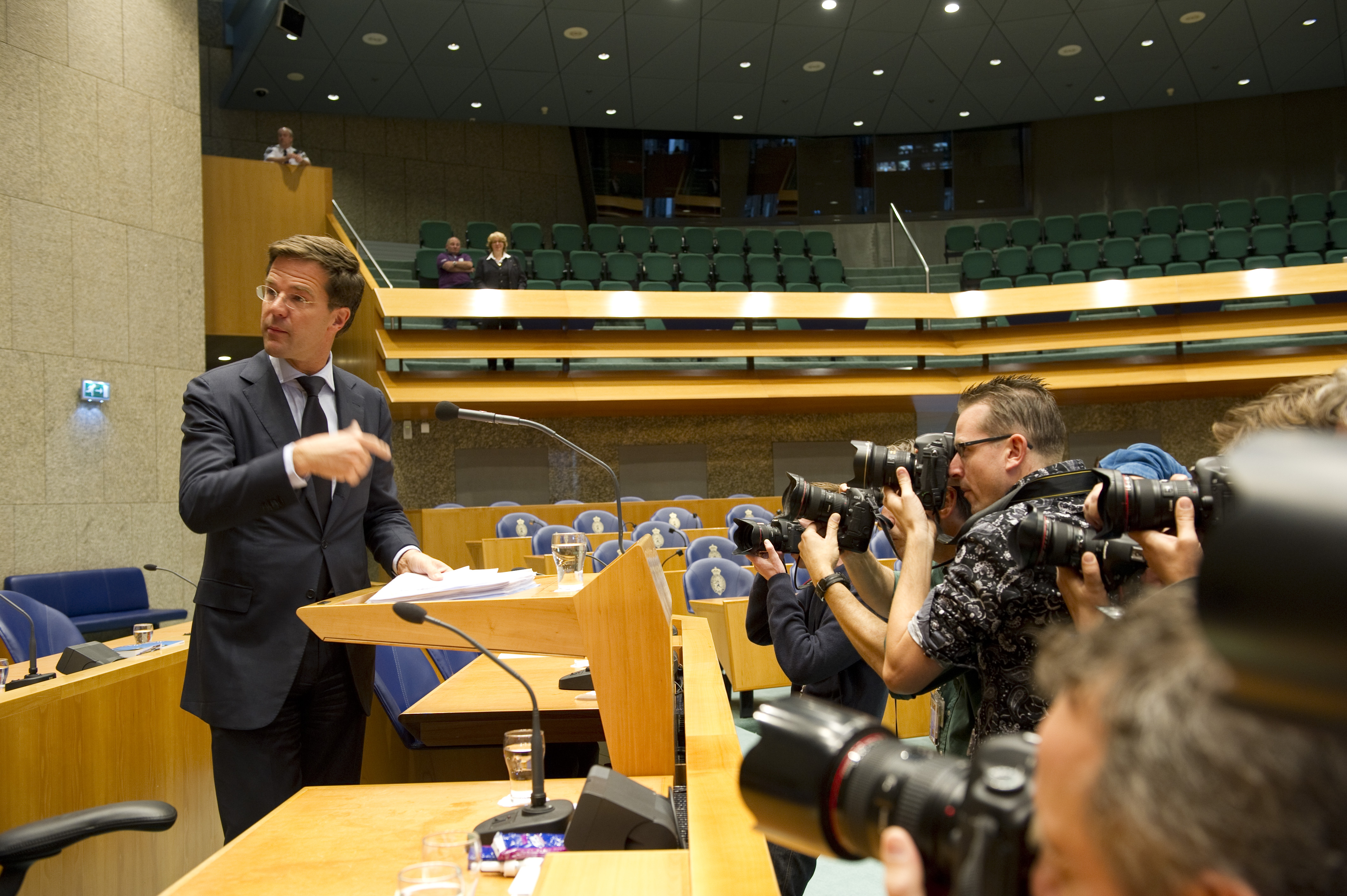
Mark Rutte am Pult

- Luxemburg/Luxemburg: Als Reaktion auf den demokratischen Reformprozess in Myanmar setzt die Europäische Union ihre Sanktionen gegen das Land in Teilen aus.[47]
- Den Haag/Niederlande: Nachdem ihr geplantes Sparprogramm nicht durch die rechtspopulistische Partei PVV unterstützt wurde, reicht die Minderheitsregierung von Ministerpräsident Mark Rutte bei Königin Beatrix I. ihren Rücktritt ein.[48]
- Reykjavík/Island: Der ehemalige Premierminister Geir Haarde wird wegen seiner Rolle beim Zusammenbruch des Bankensystems von einem Sondergericht verurteilt und in einem von vier Anklagepunkten für schuldig befunden.[49]

### Dienstag, 24. April 2012

Logo von Google

- Mountain View / Vereinigte Staaten: Google startet seinen Speicherdienst Google Drive.[50]
- Berlin/Deutschland: Die Eisbären Berlin gewinnen mit einem 3:1-Sieg im letzten Finalspiel gegen die Adler Mannheim zum sechsten Mal die Deutsche Eishockey-Meisterschaft.[51]

### Mittwoch, 25. April 2012
- Hartford / Vereinigte Staaten: Gouverneur Dan Malloy unterzeichnet das Gesetz zur Abschaffung der Todesstrafe in seinem Bundesstaat. Auf die elf noch lebenden Straftäter, die zum Tode verurteilt wurden, findet das Gesetz aber keine Anwendung.[52]
- Luxemburg/Luxemburg: Im Streit über die Staatsreform der ungarischen Regierung reicht die EU-Kommission Klage vor dem Europäischen Gerichtshof ein.[53]

### Donnerstag, 26. April 2012

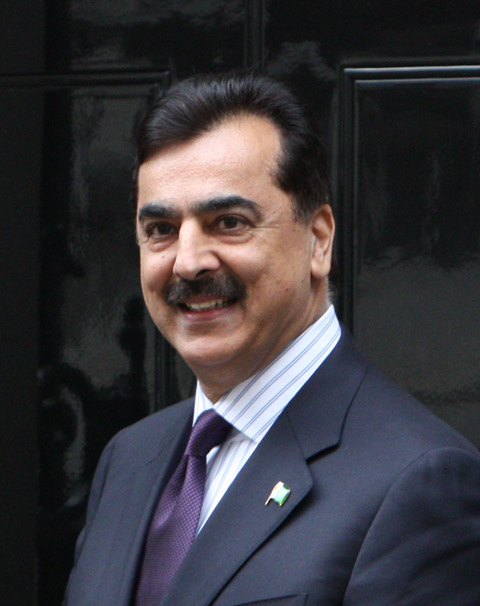
Yousaf Raza Gilani

- Freetown/Sierra Leone: Liberias früherer Präsident Charles Taylor wird als erstes afrikanisches Staatsoberhaupt von einem internationalen Tribunal wegen Kriegsverbrechen schuldig gesprochen.[54]
- Islamabad/Pakistan: Der Oberste Gerichtshof verurteilt Premierminister Yousaf Raza Gilani wegen Missachtung der Justiz, weil er Ermittlungen gegen Staatspräsident Asif Ali Zardari blockiert hatte.[55]
- Liverpool / Vereinigtes Königreich: Eine Gruppe von Forschern der Universität Liverpool gibt bekannt, dass die Asiatische Tigermücke, Überträgerin unter anderem des Chikungunyafiebers und des Denguefiebers, aufgrund des Klimawandels zwischen 2030 und 2050 in weiten Teilen Europas die nötigen Lebensbedingungen vorfinden wird.[56]

### Freitag, 27. April 2012
- Berlin/Deutschland: Bei der 62. Verleihung des Deutschen Filmpreises im Friedrichstadt-Palast wird Halt auf freier Strecke von Regisseur Andreas Dresen als bester Film prämiert.[57]
- Bukarest/Rumänien: Das Parlament spricht der Regierung von Ministerpräsident Mihai Răzvan Ungureanu sein Misstrauen aus.[58]
- Prag/Tschechische Republik: Das Kabinett von Ministerpräsident Petr Nečas kann nach einer gewonnenen Vertrauensfrage im Parlament weiterregieren.[59]

### Sonntag, 29. April 2012

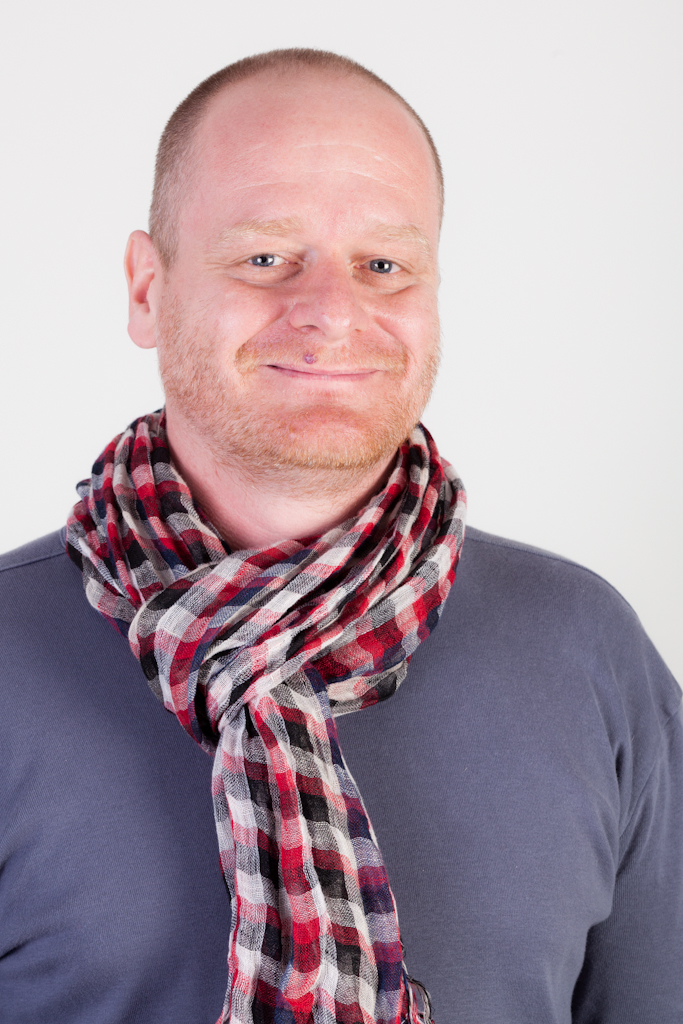
Bernd Schlömer

- Basel/Schweiz: Der FC Basel wird fünf Spieltage vor Saisonende zum dritten Mal in Folge Schweizer Fussballmeister.[60]
- Neumünster/Deutschland: Auf dem Bundesparteitag der Piratenpartei wird Bernd Schlömer zum neuen Parteivorsitzenden gewählt.[61]
- Vatikanstadt: Kardinal Salvatore De Giorgi spricht mit Erlaubnis von Papst Benedikt XVI. den italienischen Wirtschaftswissenschafter Giuseppe Toniolo selig.[62]

### Montag, 30. April 2012
- Guwahati/Indien: Bei einem Fährunglück im Bundesstaat Assam kommen mindestens 105 Menschen ums Leben und mehr als 100 weitere werden vermisst.[63]
- Karlsruhe/Deutschland: Wegen eines Verfahrensfehlers hebt der Bundesgerichtshof das Urteil gegen den Vater des Amokläufers von Winnenden auf.[64]
- Berlin/Deutschland: Um 3 Uhr früh wird die analoge Fernsehverbreitung über Satellit eingestellt.[65]

## Weblinks

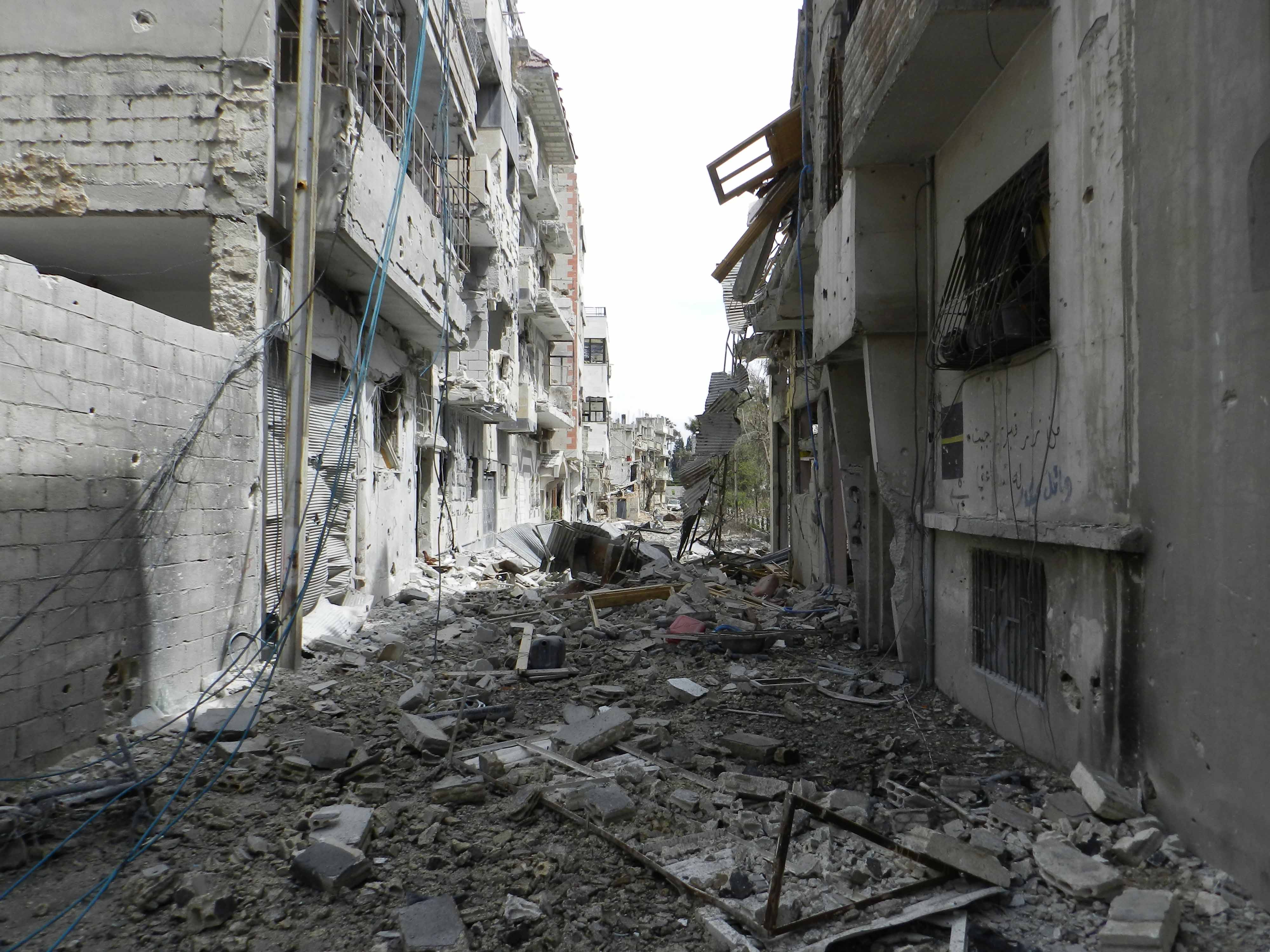
Syrien im April 2012